# Улица Милана Кашанина
| Улица Милана Кашанина | Улица Милана Кашанина |
| --------------------- | --- |
|                       | |
| Општина               | Стари Град |
| Почетак               | Булевар деспота Стефана |
| Крај                  | Џорџа Вашингтона |
| Дужина                | 500 m |
| Ширина                | 15 m |
| Створена              | 1872 |
| Названа               | 2018 |
| Стари називи          | Поштанска (1872-1896),Гундулићева (1896-1930), Попа Александра Јанићијевића (1935-1943), Уроша Предића (1943-1948), Палмотићева (1948-2018) |
|                       | |
|                       | |

Улица Милана Кашанина представља део некадашње Палмотићеве улице. Налази се на беогрaдској општини Стари град, у дужини од 500 метара, између улица Булевар деспота Стефана и улица Џорџа Вашингтона.

## Име улице
Ова улица је више пута током историје мењала име. Од 1872 до 1896 носила је назив Поштанска улица, од 1896 до 1930 звала се Гундулићева улица. Од 1930 до 1943. носила је име попа Александра Јанићијевића, а од 1943. до 1948. године име Уроша Предића. Од 1948. до 2018. звала се Палмотићева.
Године 2018. добија име Милана Кашанина.
Име је добила по Милану Кашанину, српском историчару уметности и књижевности, књижевнику и ликовном критичару.

### Савремено доба
Иницијатива да Милан Кашанин добије улицу у Београду потекла је од Библиотеке "Милутин Бојић" а подржали су је бројни књижевници и јавне личности.
1. Матија Бећковић, академик и песник
2. Миро Вуксановић, академик, управник Библиотеке САНУ
3. проф. др Динко Давидов, академик
4. проф. др Слободан Грубачић, академик
5. проф. др Видојко Јовић, академик
6. проф. др Душан Т. Батаковић, историчар и директор Балканолошког института САНУ
7. проф. др Стојан Ђорђић, професор Универзитета у Нишу, књижевни критичар
8. проф. др Мило Ломпар, професор Универзитета у Београду, историчар књижевности
9. проф. др Михаило Пантић, професор Универзитета у Београду, књижевник и књижевни критичар
10. проф. др Гојко Тешић, професор Универзитета у Новом Саду, историчар књижевности
11. др Слободан Владушић, доцент на одсеку за српску књижевност Филозофског факултета у Новом Саду, главни уредник Летописа Матице српске
12. др Милош Ковић, историчар, доцент на Филозофском факултету Универзитета у Београду
13. мр Милета Аћимовић Ивков, књижевни критичар
14. Петар Пеца Поповић, новинар
15. Драган Хамовић, саветник министра културе и информисања
16. Владимир Кецмановић, књижевник
17. Петар В. Арбутина, књижевник и књижевни критичар
18. Васа Павковић, књижевник и књижевни критичар
19. Вуле Журић, књижевник
20. Љиљана Шоп, књижевни критичар
21. Радован Поповић, публициста
22. Милован Витезовић, књижевник
23. Раде Радивојевић, композитор
24. Зоран Колунџија, издавач
25. Мирко Демић, књижевник и директор Библиотеке „Вук Караџић“ у Крагујевцу
26. Маринко Вучинић, публициста
27. Гојко Божовић, издавач
28. Александар Гајшек, новинар

Године 2018. свечано је отворена улица Милана Кашанина. Улицу су отворили Јовица Кртинић, директор библиотеке "Милутин Бојић", Драган Хамовић -саветник у Министарству културе и информисања, Марина Бојић, ћерка Милана Кашанина.

## Важни објекти и институције
На броју 3. налази се Институт за ментално здравље Београд

## Суседне улице
- Булевар деспота Стефана
- Џорџа Вашингтона